# Whip (politique)
Pour les articles homonymes, voir Whip et Fouet.
Dans les pays appliquant le système de Westminster ainsi qu'aux États-Unis, le whip est le parlementaire ou représentant chargé de veiller à ce que les élus de son parti soient présents et votent en fonction des consignes du parti.

## Origine et fonction

### Origine
Le terme vient de l'anglais whip qui veut dire « fouet ».

### Dans le système de Westminster
Un parti politique peut désigner un whip en chef et plusieurs whips adjoints. En fonction des parlements et des partis politiques, le whip peut être élu par les parlementaires du parti ou nommé par sa direction. Dans certains pays, notamment au Royaume-Uni, le whip en chef (chief whip) du parti qui forme le gouvernement assiste aux réunions du cabinet.

### Dans d'autres pays
Des fonctions similaires peuvent exister dans des pays n'appliquant pas le système de Westminster, comme le parlamentarischer Geschäftsführer en Allemagne ou le coordinateur de groupe en France. En France, cette fonction, usuelle sous la Cinquième République, devient médiatisée sous la XVe législature au sein du groupe La République en marche, étant devenue plus stratégique en raison de l'inexpérience de la nouvelle majorité. L'Express souligne que : 
« la fonction de whip ne bénéficie d'aucune reconnaissance officielle à l'Assemblée. Ni de moyens supplémentaires pour travailler. Les dizaines d'heures passées à encadrer leurs collègues ne sont pas comptabilisées sur le site Nosdéputés.fr, au risque de les faire passer pour des cancres quand la presse publie des classements sur l'activité des parlementaires. »

## Culture populaire
Le rôle du chief whip est mis en scène dans la série télévisée britannique Château de cartes (1990), où le personnage principal Francis Urquhart (incarné par Ian Richardson) occupe ce poste avant de devenir Premier ministre. Cette mise en scène, transposée au Congrès américain, est reprise dans le remake américain de la série en 2013 (avec Kevin Spacey dans le rôle de Frank Underwood).